# Kwas rycynolowy
Kwas rycynolowy, kwas rącznikowy – organiczny związek chemiczny, nienasycony hydroksykwas karboksylowy. Otrzymywany jest z oleju rycynowego (łac. Oleum Ricini) jako główny jego składnik (80%) i stosowany w syntezie chemicznej. Estry kwasu rycynolowego wykorzystywane są jako środki powierzchniowo czynne w przemyśle tekstylnym.
Kwas rycynolowy oraz tworzące się stopniowo w środowisku jelit jego sole sodowe i potasowe (mydła rycynolowe) są głównie odpowiedzialne za przeczyszczające działanie oleju rycynowego.
Występuje w elajosomach różnych gatunków roślin, w których pełni funkcję wabiącą mrówki.